# Sjeverozapad
Sjeverozapad  je jedna od sporednih strana svijeta. Nalazi se između sjevera i zapada, a suprotno od jugoistoka.
Označava se s 315°.